# Aphonopelma zionis
Aphonopelma zionis là một loài nhện trong họ Theraphosidae.
Loài này thuộc chi Aphonopelma. Aphonopelma zionis được Ralph Vary Chamberlin miêu tả năm 1940.